# August Wilhelm Hunzinger

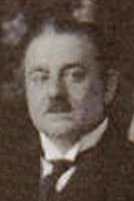
August Wilhelm Hunzinger (1917)

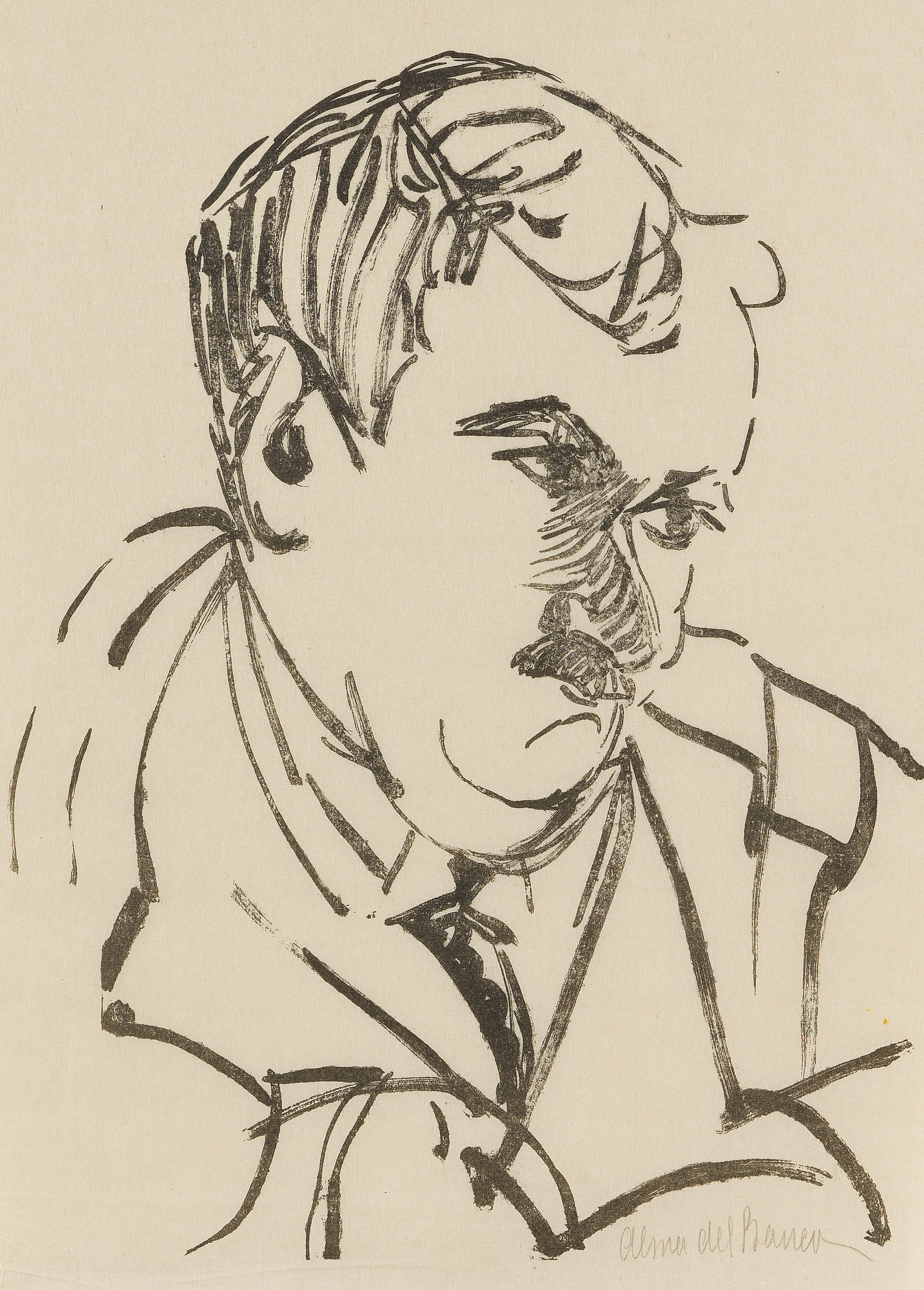
Alma del Banco, Porträt August Wilhelm Hunzinger, 1920

August Reinhold Emil Wilhelm Hunzinger (* 27. März 1871 in Dreilützow; † 13. November 1920 in Hamburg) war ein deutscher evangelisch-lutherischer Theologe.

## Leben

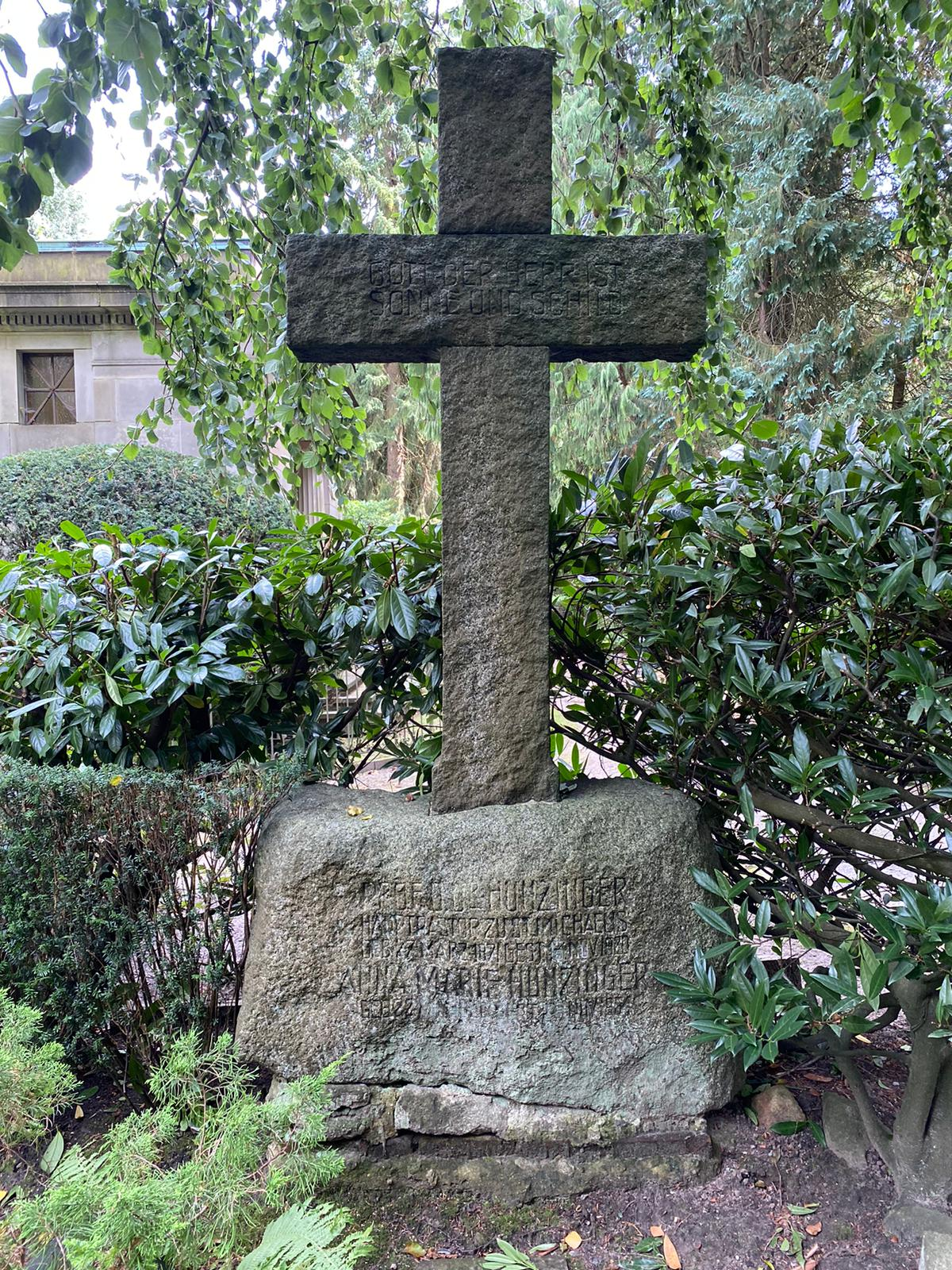
Grabstätte auf dem Nienstedtener Friedhof

Der Sohn des aus dem Odenwald stammenden Pastors Ludwig Heinrich Hunzinger studierte von 1891 bis 1894 an der Universität Greifswald und der Universität Rostock. Hier absolvierte er ein Studium der Theologie und wurde im Anschluss Kandidat der Theologie. 1898 promovierte er zum Doktor der Philosophie und 1904 zum Lizentiaten der Theologie. Am 1. April 1900 wurde er Hilfsprediger am Güstrower Dom. Von dort ging er in gleicher Funktion am 1. Oktober 1900 in das Kirchspiel Zweedorf und Nostorf und wechselte 1901 als Hilfsgeistlicher für die innere Mission nach Rostock.
Am 1. Januar 1905 ging er nach Leipzig, wo er sich habilitierte und seit 1906 als Privatdozent tätig war. 1907 wurde er zum außerordentlichen Professor der Theologie an der Universität Leipzig berufen, ging 1909 als ordentlicher Professor sowie Ordinarius der theologischen Fakultät an die Universität Erlangen und wurde 1911 Hauptpastor an der St. Michaeliskirche in Hamburg. Hier erlebte er die Zeit des Ersten Weltkrieges und erwarb sich mit bildreichen plattdeutschen Predigten und patriotischen Kriegspredigten den Ruf eines guten Predigers. Nach dem Ersten Weltkrieg setzte er sich für die Wiedereinführung des Religionsunterrichts an Schulen ein und wurde zusehends ein Anhänger der kirchlich-konservativen Position.
Hunzinger hatte am 31. März 1901 Annemarie Müller (* 1880) geheiratet. Sie hatten mehrere Kinder, darunter den Schauspieler Alexander Hunzinger und den evangelischen Theologen Walther Hunzinger.
August Wilhelm Hunzinger ruht auf dem Nienstedtener Friedhof.

## Schriften (Auswahl)
- Die evangelische Kirche und Theologie in: Philipp Zorn, Herbert von Berger (Schriftleitung): Deutschland unter Kaiser Wilhelm II. Hrsg. von Siegfried Körte, Friedrich Wilhelm von Loebell u. a. 3 Bände. R. Hobbing, Berlin 1914.